# Chess24.com
 (juillet 2022).
Chess24.com était un site web de jeu d’échecs créé en 2014 par le grand maître international  allemand Jan Gustafsson et Enrique Guzman. Depuis mars 2019, la société est détenue à 100 % par Play Magnus AS (en), une société fondée par Magnus Carlsen. Le 24 août 2022, Chess.com annonce sur Twitter que Play Magnus Group (en), accepte son offre d'achat de toutes ses actions pour un montant estimé à 83 millions de dollars. Ce rachat s'inscrit dans un contexte de difficultés économiques pour l'entreprise Play Magnus Group, plusieurs de ses produits ne parvenant pas à être rentables,. Le rachat de chess24 par chess.com est effectif le 16 décembre 2022 .
Le site Web Chess24 a officiellement fermé ses portes le 31 janvier 2024, l'adresse étant redirigée vers Chess.com.

## Caractéristiques
Chess24 offre aux membres et utilisateurs plusieurs fonctionnalités : 
• jouer les uns contre les autres et participer à divers tournois en ligne ;
• jouer contre différentes versions de Stockfish ;
• regarder des vidéos d’échecs ;
• lire des livres, suivre des cours en ligne et se tenir informé grâce à une rubrique d’actualités quotidiennes (toutes ces activités sont relatives aux échecs).
L'inscription n'est pas nécessaire pour consulter le site, mais elle est obligatoire (et gratuite) pour jouer en ligne en tant que Basic User. Il est possible, moyennant finances, d'accéder à des fonctionnalités supplémentaires en passant à l'abonnement Premium.
Chess.24.com est, en 2021, selon le maître international Luis Torres, le troisième meilleur site d'échecs pour s'entraîner, derrière Lichess.org et Chess.com,.

## Tournois
Chess24 organise régulièrement de nombreux tournois. De septembre 2019 à avril 2020, chess24 a organisé la première Banter Blitz Cup internationale, un tournoi d'échecs en ligne avec à la clé un prix de 50 000 $ à gagner. Des joueurs tels que Magnus Carlsen, Gata Kamsky, Rameshbabu Praggnanandhaa, Parham Maghsoodloo, David Antón Guijarro et Leinier Domínguez y ont participé. Il a finalement été remporté par Alireza Firouzja durant la finale l’opposant à Magnus Carlsen..
D'avril à mai 2020, chess24 a organisé le Magnus Carlsen Invitational, un tournoi d'échecs rapide en ligne, qui a été remporté par Magnus Carlsen.
L'édition 2021, également en ligne, a eu lieu en mars 2021 et a vu le favori Magnus Carlsen être éliminé en demi-finale face à Ian Nepomniachtchi, qui a finalement perdu en finale contre le grand maître international néerlandais et candidat au championnat du monde Anish Giri.